# 로야 (가수)
로야(1999년 3월 10일 ~ )는 대한민국의 가수다.

## 방송
- PRODUCE 48 (2018) - 발표순위 55위

## 음반
- Butterfly (2020)
- BLUE PILL (2021)
- 스노우맨 (2022)
- SoBeR (2023)
- 비행소년 (2024)